# Karl Hermann Müller-Samerberg
Karl Hermann Müller-Samerberg (* 19. November 1869 in Adorf/Vogtl.; † 30. Dezember 1946 in Törwang) war ein deutscher Maler.

## Leben
Karl Hermann Müller, Sohn eines Lohgerbermeisters, besuchte zunächst die Fachzeichenschule für das Textilgewerbe in Plauen, danach die Kunstgewerbeschule Dresden. In Leipzig arbeitete er als Illustrator für Bücher, um seine weitere Ausbildung zu finanzieren. 1893 wurde er an der Akademie der Bildenden Künste München aufgenommen; Paul Hoecker, Ludwig von Herterich und Franz Defregger waren seine Lehrer. Im Sommer wurde in Neubeuern Freilichtmalerei gelehrt was einen nachhaltigen Eindruck auf Müller machte. Er lernte den nahe gelegenen Samerberg kennen und lieben, weshalb er sich ab 1909 im Riederhaus zu Törwang niederließ und den Künstlernamen Müller-Samerberg gab.

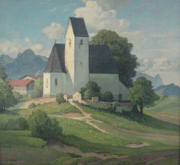
St. Peter in Steinkirchen

Müller-Samerberg war Mitbegründer der Priener Künstlergruppe Die Welle. In der Zeit des Nationalsozialismus war er Mitglied der Reichskammer der bildenden Künste. Für diese Zeit ist seine Teilnahme an acht großen Ausstellungen sicher belegt, darunter mit zwei Bildern 1939 und 1940 die Große Deutsche Kunstausstellung in München. Dabei erwarb Hitler 1940 für 2 800 RM das Ölgemälde Bergkirche, das sich heute im Bestand des Deutschen Historischen Museum befindet.